# Communes de la province de Pavie
- Haut – A
- B
- C
- D
- E
- F
- G
- H
- I
- J
- K
- L
- M
- N
- O
- P
- Q
- R
- S
- T
- U
- V
- W
- X
- Y
- Z

## A
- Alagna
- Albaredo Arnaboldi
- Albonese
- Albuzzano
- Arena Po

- Haut – A
- B
- C
- D
- E
- F
- G
- H
- I
- J
- K
- L
- M
- N
- O
- P
- Q
- R
- S
- T
- U
- V
- W
- X
- Y
- Z

## B
- Badia Pavese
- Bagnaria
- Barbianello
- Bascapè
- Bastida Pancarana
- Bastida de' Dossi
- Battuda
- Belgioioso
- Bereguardo
- Borgarello
- Borgo Priolo
- Borgo San Siro
- Borgoratto Mormorolo
- Bornasco
- Bosnasco
- Brallo di Pregola
- Breme
- Bressana Bottarone
- Broni

- Haut – A
- B
- C
- D
- E
- F
- G
- H
- I
- J
- K
- L
- M
- N
- O
- P
- Q
- R
- S
- T
- U
- V
- W
- X
- Y
- Z

## C
- Calvignano
- Campospinoso
- Candia Lomellina
- Canevino
- Canneto Pavese
- Carbonara al Ticino
- Casanova Lonati
- Casatisma
- Casei Gerola
- Casorate Primo
- Cassolnovo
- Castana
- Casteggio
- Castelletto di Branduzzo
- Castello d'Agogna
- Castelnovetto
- Cava Manara
- Cecima
- Ceranova
- Ceretto Lomellina
- Cergnago
- Certosa di Pavia
- Cervesina
- Chignolo Po
- Cigognola
- Cilavegna
- Codevilla
- Confienza
- Copiano
- Corana
- Cornale
- Corteolona
- Corvino San Quirico
- Costa de' Nobili
- Cozzo
- Cura Carpignano

- Haut – A
- B
- C
- D
- E
- F
- G
- H
- I
- J
- K
- L
- M
- N
- O
- P
- Q
- R
- S
- T
- U
- V
- W
- X
- Y
- Z

## D
- Dorno

- Haut – A
- B
- C
- D
- E
- F
- G
- H
- I
- J
- K
- L
- M
- N
- O
- P
- Q
- R
- S
- T
- U
- V
- W
- X
- Y
- Z

## F
- Ferrera Erbognone
- Filighera
- Fortunago
- Frascarolo

- Haut – A
- B
- C
- D
- E
- F
- G
- H
- I
- J
- K
- L
- M
- N
- O
- P
- Q
- R
- S
- T
- U
- V
- W
- X
- Y
- Z

## G
- Galliavola
- Gambarana
- Gambolò
- Garlasco
- Genzone
- Gerenzago
- Giussago
- Godiasco
- Golferenzo
- Gravellona Lomellina
- Gropello Cairoli

- Haut – A
- B
- C
- D
- E
- F
- G
- H
- I
- J
- K
- L
- M
- N
- O
- P
- Q
- R
- S
- T
- U
- V
- W
- X
- Y
- Z

## I
- Inverno e Monteleone

- Haut – A
- B
- C
- D
- E
- F
- G
- H
- I
- J
- K
- L
- M
- N
- O
- P
- Q
- R
- S
- T
- U
- V
- W
- X
- Y
- Z

## L
- Landriano
- Langosco
- Lardirago
- Linarolo
- Lirio
- Lomello
- Lungavilla

- Haut – A
- B
- C
- D
- E
- F
- G
- H
- I
- J
- K
- L
- M
- N
- O
- P
- Q
- R
- S
- T
- U
- V
- W
- X
- Y
- Z

## M
- Magherno
- Marcignago
- Marzano
- Mede
- Menconico
- Mezzana Bigli
- Mezzana Rabattone
- Mezzanino
- Miradolo Terme
- Montalto Pavese
- Montebello della Battaglia
- Montecalvo Versiggia
- Montescano
- Montesegale
- Monticelli Pavese
- Montù Beccaria
- Mornico Losana
- Mortara

- Haut – A
- B
- C
- D
- E
- F
- G
- H
- I
- J
- K
- L
- M
- N
- O
- P
- Q
- R
- S
- T
- U
- V
- W
- X
- Y
- Z

## N
- Nicorvo

- Haut – A
- B
- C
- D
- E
- F
- G
- H
- I
- J
- K
- L
- M
- N
- O
- P
- Q
- R
- S
- T
- U
- V
- W
- X
- Y
- Z

## O
- Olevano di Lomellina
- Oliva Gessi
- Ottobiano

- Haut – A
- B
- C
- D
- E
- F
- G
- H
- I
- J
- K
- L
- M
- N
- O
- P
- Q
- R
- S
- T
- U
- V
- W
- X
- Y
- Z

## P
- Palestro
- Pancarana
- Parona
- Pavie
- Pietra de' Giorgi
- Pieve Albignola
- Pieve Porto Morone
- Pieve del Cairo
- Pinarolo Po
- Pizzale
- Ponte Nizza
- Portalbera

- Haut – A
- B
- C
- D
- E
- F
- G
- H
- I
- J
- K
- L
- M
- N
- O
- P
- Q
- R
- S
- T
- U
- V
- W
- X
- Y
- Z

## R
- Rea
- Redavalle
- Retorbido
- Rivanazzano
- Robbio
- Robecco Pavese
- Rocca Susella
- Rocca de' Giorgi
- Rognano
- Romagnese
- Roncaro
- Rosasco
- Rovescala
- Ruino

- Haut – A
- B
- C
- D
- E
- F
- G
- H
- I
- J
- K
- L
- M
- N
- O
- P
- Q
- R
- S
- T
- U
- V
- W
- X
- Y
- Z

## S
- San Cipriano Po
- San Damiano al Colle
- San Genesio ed Uniti
- San Giorgio di Lomellina
- San Martino Siccomario
- San Zenone al Po
- Sannazzaro de' Burgondi
- Sant'Alessio con Vialone
- Sant'Angelo Lomellina
- Santa Cristina e Bissone
- Santa Giuletta
- Santa Margherita di Staffora
- Santa Maria della Versa
- Sartirana Lomellina
- Scaldasole
- Semiana
- Silvano Pietra
- Siziano
- Sommo
- Spessa
- Stradella
- Suardi

- Haut – A
- B
- C
- D
- E
- F
- G
- H
- I
- J
- K
- L
- M
- N
- O
- P
- Q
- R
- S
- T
- U
- V
- W
- X
- Y
- Z

## T
- Torrazza Coste
- Torre Beretti e Castellaro
- Torre d'Arese
- Torre d'Isola
- Torre de' Negri
- Torrevecchia Pia
- Torricella Verzate
- Travacò Siccomario
- Trivolzio
- Tromello
- Trovo

- Haut – A
- B
- C
- D
- E
- F
- G
- H
- I
- J
- K
- L
- M
- N
- O
- P
- Q
- R
- S
- T
- U
- V
- W
- X
- Y
- Z

## V
- Val di Nizza
- Valeggio
- Valle Lomellina
- Valle Salimbene
- Valverde
- Varzi
- Velezzo Lomellina
- Vellezzo Bellini
- Verretto
- Verrua Po
- Vidigulfo
- Vigevano
- Villa Biscossi
- Villanova d'Ardenghi
- Villanterio
- Vistarino
- Voghera
- Volpara

- Haut – A
- B
- C
- D
- E
- F
- G
- H
- I
- J
- K
- L
- M
- N
- O
- P
- Q
- R
- S
- T
- U
- V
- W
- X
- Y
- Z

## Z
- Zavattarello
- Zeccone
- Zeme
- Zenevredo
- Zerbo
- Zerbolò
- Zinasco

- Haut – A
- B
- C
- D
- E
- F
- G
- H
- I
- J
- K
- L
- M
- N
- O
- P
- Q
- R
- S
- T
- U
- V
- W
- X
- Y
- Z